# Crush Songs
Crush Songs è il primo album in studio da solista della cantante statunitense Karen O, conosciuta per essere la vocalist del gruppo Yeah Yeah Yeahs. Il disco è uscito nel settembre 2014 per l'etichetta Cult Records, facente riferimento a Julian Casablancas.

## Tracce
Tutte le tracce sono state scritte e composte da Karen O, tranne dove indicato
1. Ooo – 1:28
2. Rapt – 1:47
3. Visits – 1:33
4. Beast – 2:57
5. Comes the Night – 1:06
6. NYC Baby – 0:56
7. Other Side – 1:11
8. So Far – 1:33
9. Day Go By – 2:16
10. Body – 2:27
11. King – 1:23
12. Indian Summer – 1:03 (The Doors)
13. Sunset Sun – 1:12
14. Native Korean Rock – 2:27
15. Singalong – 2:06 (Karen O, Jack Lawrence, Dean Fertita)

## Formazione
- Karen O - voce, chitarra, drum machine
- Dean Fertita, Jack Lawrence - cori in Singalogn
- Imaad Wasif - chitarra in Visits e So Far